# ダイアライザー

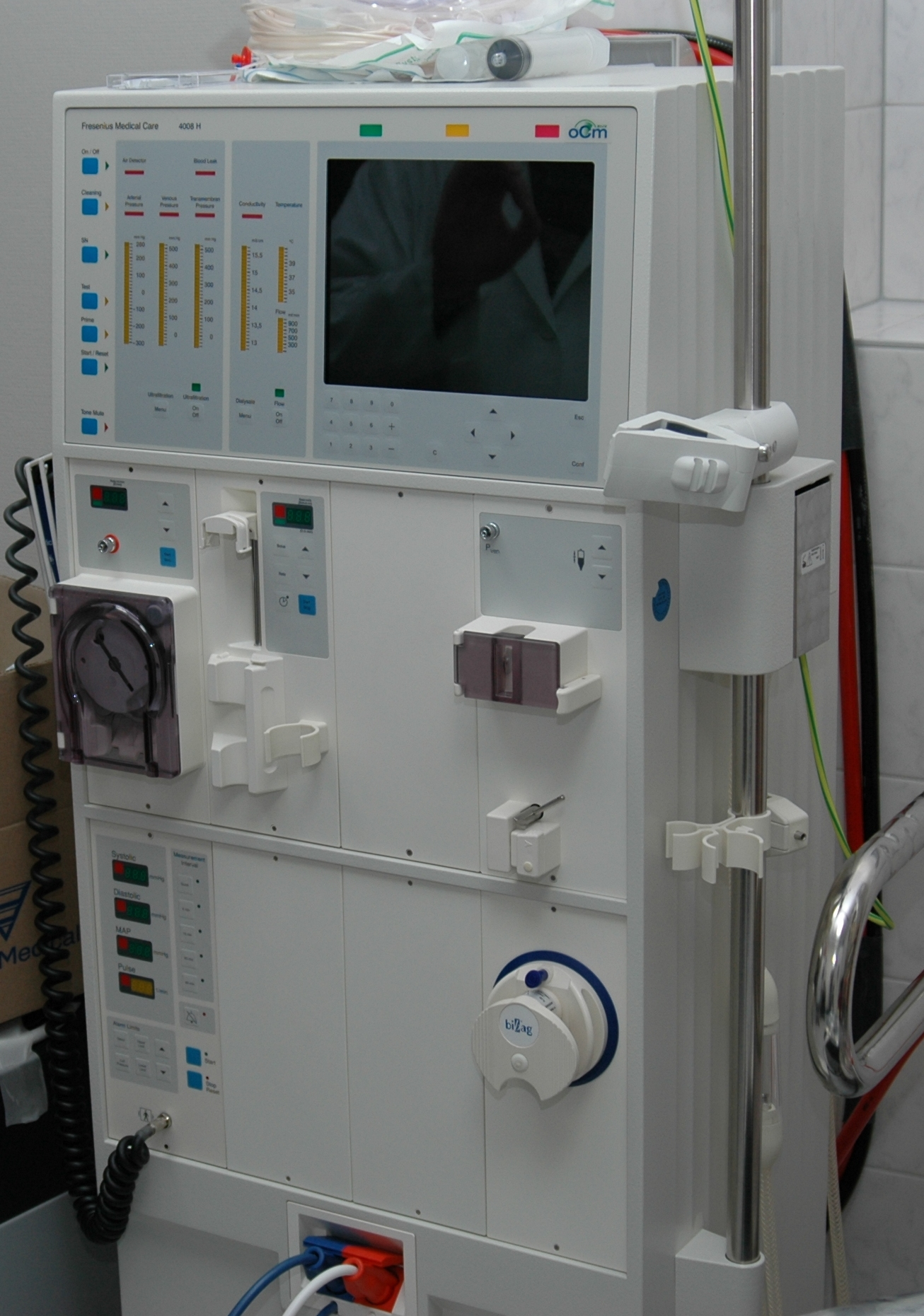
血液透析器：hemodialyzer

ダイアライザー（英語: Dialyzer）は半透膜などからなる透析装置（医療機器）である。主には、血液透析（人工腎臓）で用いる装置（血液透析器：hemodialyzer）のことを指す。腎不全などで腎臓機能が低下している場合に、腎臓機能の持つ血液中の老廃物（尿素、クレアチン、リン酸、低分子タンパク物質（β2ミクログロブリン）など）や過剰水分の除去能を補うためにダイアライザーを用いる。
ダイアライザーには、コイル型（コルフ型）、積層型（キール型）、ホローファイバー型（中空糸型）などに分類され、現在では効率、安全性に優れたホローファイバー型の透析器が主に使用されている。
膜素材としては、セルロース系（再生セルロース、セルローストリアセテートなどの植物由来の製品）や合成高分子系（ポリアクリロニトリル、ポリメチルメタクリレート、ポリスルホン、ポリエーテルスルホン、エチレンビニルアルコール共重合体、ポリエステル系ポリマーアロイなど）の中空糸膜を、長さ約30センチメートルの筒状の透明プラスチックケース（ハウジング）に充填したものが一般的である。中空糸膜は、細いストローの側面に大量の小さな穴があいたものと考えればよい（ホローファイバー型：Hollow fiber）。ダイアライザーは、この中空糸（内径180～200マイクロメートル、膜厚10～50マイクロメートル程度）を数千から１万本程度束ね合わせたもので、その中空糸の中に血液を流し、中空糸表面の小孔径の穴を通して、老廃物の除去を行う。老廃物は、拡散及びろ過の原理により外側の透析液へ側へ移行する。中空糸膜の外側に透析液を循環させることにより、濃度差を利用し血液から老廃物を持続的に除去していく、また血液中に不足する重炭酸イオンは透析液側から血液中へ流入する。ダイアライザーの中空糸は、赤血球、白血球、血小板、アルブミン、補体は通過させないよう膜穴の孔径は、それらの直径以下の大きさとなる。

## 歴史
- 1912年-13年 Abel（アメリカ）らがコロジオン膜とヒルジンを用いて犬で実験、サリチル酸を分離する実験を実施（世界初の人工透析）
- 1913年 Abelらがセロイジン膜を使用して、サリチル酸中毒患者に透析を実施
- 1923年 Haas（ドイツ）が尿毒症患者の血液をリンゲル液で洗い、戻す。
- 1943年 Kolff（オランダ）が初めての臨床、腎不全患者の救命を試みる。
- 1945年 Kolffにより回転ドラム式コイル型ダイアライザーを用いた急性腎不全患者の治療報告（世界初の救命成功例）
- 1954年 渋沢が国内で初めての臨床
- 1956年 Kolff及びトラベノール社（バクスター）がコイル型ダイアライザーをディスポーザブル化
- 1960年 Kiil（ノルウェー）によりキール型ダイアライザーの発表。その改良型が広く利用されたが、準備や消毒操作が煩雑で医療スタッフへの負担も大きかった
- 1964年 Stewartによりホローファイバー型ダイアライザーの発明

## 製造会社
ダイアライザーの主要メーカーには、旭化成メディカル、東レ、ニプロ、フレゼニウス、川澄化学、日機装などがある。

## 市場規模
国内 約3000万本/年
世界 約8000万本/年